# K'in
K'in sau kin în Calendarul mayaș reprezintă ziua, 20 de kin formează un winal. De asemenea K'in mai reprezintă soarele.
În data 12.19.13.15.12 (5 decembrie 2006) ultimul număr 12 (din dreapta) este Kin (adică ziua).